# 柳岡秋夫
柳岡 秋夫（やなおか あきお、1922年（大正11年）10月12日 – 2008年（平成20年）8月11日）は、昭和期の労働運動家、政治家。参議院議員。

## 経歴
栃木県出身。1941年（昭和16年）逓信官吏練習所無線通信科を卒業した。東京赤坂郵便局に勤務した。
日本電信電話公社に転じ銚子無線電報局に配属。全国電気通信労働組合（現NTT労働組合）銚子無線分会長に就任し、同千葉県支部執行委員、同副委員長、同執行委員長、千葉県労働組合協議会政治部長などを務めた。
1962年（昭和37年）7月の第6回参議院議員通常選挙に千葉県地方区から日本社会党公認で出馬して当選し、参議院議員に1期在任した。この間、社会党社会労働部会副部長、同政労協対策特別委員会副委員長、同不当弾圧対策特別委員会事務局長、社会保障制度審議会（現社会保障審議会）委員、社会党社会保障政策委員会副委員長、同千葉県本部顧問などを務めた。その後、1968年（昭和43年）7月の第8回通常選挙に立候補するも次点で落選した。

## 脚註
1. 1 2 3 4 5 6 7  『現代物故者事典 2006-2008』651頁。
2. 1 2 3 4 5 6  『議会制度百年史 - 貴族院・参議院議員名鑑』432-433頁。
3. 1 2  『国政選挙総覧 1947-2016』438頁。